# Butralin
Butralin (ISO-naam), een dinitroanilinederivaat, is een selectief herbicide en plantengroeiregelaar. Het is een mitose-inhibitor, die de celcyclus verstoort bij kiemende planten.

## Geschiedenis
Butralin werd ontwikkeld door Amchem Products Inc., en in 1973 voor het eerst geregistreerd voor toepassing op grasvelden. Later werd het ook toegepast bij onder andere tabaksplanten, katoenzaden, watermeloenen en sojabonen. Amchem Products werd in 1977 een onderdeel van Union Carbide, dat in 1985 de registraties van butralin overdroeg aan het Franse bedrijf CFPI (Compagnie Française de Produits Industriels). CFPI werd later overgenomen door Nufarm. De Amerikaanse registraties voor het gebruik op gras en voedingsgewassen werden ingetrokken tussen 1991 en 1997, en enkel het gebruik op tabaksplanten is gebleven. Butralin wordt daar gebruikt om ongewenste scheuten aan de tabaksplanten te vermijden.
Nufarm S.A. (het vroegere CFPI) verkoopt butralin in het product Amex 820. In de Verenigde Staten wordt het verkocht door Chemtura onder de merknaam BUTRALIN Sucker Control.

## Regelgeving
De Europese Commissie heeft in oktober 2008 beslist om butralin niet op te nemen in de lijst van toegelaten pesticiden. De voornaamste reden was dat de verwachte blootstelling van de toedieners aan de stof groter is dan aanvaardbaar. EU-lidstaten moesten toelatingen voor producten met butralin uiterlijk op 20 april 2009 intrekken.
In Frankrijk is butralin toegelaten bij de teelt van fruitbomen, wijndruiven, sommige groenten, medicinale en aromatische planten.

## Toxicologie en veiligheid
Butralin heeft geen indeling als gevaarlijke stof volgens bijlage I bij de Europese Richtlijn 67/548/EEG. De acute toxiciteit van butralin voor zoogdieren is matig, maar de stof is zeer giftig voor waterorganismen. De stof is persistent in de bodem en heeft een hoog potentieel voor bioaccumulatie.
Over het eventueel carcinogeen karakter van butralin zijn geen gegevens bekend; wel is de stof structureel verwant aan trifluraline, dat een vermoedelijk kankerverwekkende stof is.